# Тайлер Робертс
Тайлер Робертс (англ. Tyler Roberts, нар. 12 січня 1999, Глостер) — валлійський футболіст ямайського походження, нападник англійського клубу «Лідс Юнайтед» та національної збірної Уельсу. На умовах оренди виступає за «Квінз Парк Рейнджерс».

## Клубна кар'єра
Народився 12 січня 1999 року в місті Глостер. Вихованець футбольної школи клубу «Вест-Бромвіч Альбіон», в якій навчався з семи років. Наприкінці сезону 2014/15, у матчі останнього туру проти столичного «Арсеналу» Робертс потрапив до заявки основної команди, але на полі так і не з'явився. 14 січня 2016 року підписав з клубом свій перший професійний контракт строком на 2,5 роки.
15 травня 2016 року Робертс дебютував у англійській Прем'єр-лізі у поєдинку останнього туру проти «Ліверпуля», вийшовши на заміну на 73-й хвилині замість Джонатана Леко. Цей матч так і залишився єдиним за основну команду для гравця і надалі для отримання ігрової практики він здавався в оренду в нижчолігові англійські команди «Оксфорд Юнайтед», «Шрусбері Таун» та «Волсолл».
31 січня 2018 року перейшов у клуб Чемпіоншипу «Лідс Юнайтед», підписавши угоду на 4,5 роки. Вже в лютому молодий гравець отримав серйозну травму, через яку так і не дебютував за клуб до кінця сезону. Перший матч за нову команду провів лише 14 серпня в грі Кубку ліги проти «Болтон Вондерерз», після чого став стабільно виходити на поле. З командою за підсумками сезону 2019/20 виграв другий англійський дивізіон та вийшов до Прем'єр-ліги. Станом на 5 червня 2021 року відіграв за команду з Лідса 78 матчів в національному чемпіонаті.

## Виступи за збірні
Незважаючи на те, що Робертс народився у Англії, він мав ямайське та валлійське походження, тому мав право виступати за ці збірні. 2014 року він дебютував у складі юнацької збірної Уельсу (U-15), загалом на юнацькому рівні взяв участь у 21 іграх, відзначившись 5 забитими голами.
З 2017 року залучався до складу молодіжної збірної Уельсу. На молодіжному рівні зіграв у 5 офіційних матчах, забив 1 гол.
6 вересня 2018 року дебютував в офіційних матчах у складі національної збірної Уельсу в грі Ліги націй УЄФА 2018/19 проти Ірландії (4:1).
У кінці травня 2021 року Робертса включили до складу збірної Уельсу для участі в чемпіонаті Європи.

## Статистика виступів

### Статистика клубних виступів
| Сезон                    | Команда                  | Чемпіонат                | Чемпіонат | Чемпіонат | Національний кубок | Національний кубок | Національний кубок | Континентальні кубки | Континентальні кубки | Континентальні кубки | Інші змагання | Інші змагання | Інші змагання | Усього | Усього | Усього |
| Сезон                    | Команда                  | Ліга                     | Ігор      | Голів     | Ліга               | Ігор               | Голів              | Ліга                 | Ігор                 | Голів                | Ліга          | Ігор          | Голів         | Ігор   | Голів  |        |
| ------------------------ | ------------------------ | ------------------------ | --------- | --------- | ------------------ | ------------------ | ------------------ | -------------------- | -------------------- | -------------------- | ------------- | ------------- | ------------- | ------ | ------ | ------ |
| січ.-черв. 2016          | «Вест-Бромвіч Альбіон»   | ПЛ                       | 1         | 0         | КА+КЛ              | 0+0                | 0                  | -                    | -                    | -                    | -             | -             | -             | 1      | 0      |        |
| 2016-січ. 2017           | «Оксфорд Юнайтед»        | 1Л (ІІІ)                 | 14        | 0         | КА+КЛ              | 3+2                | 1+0                | -                    | -                    | -                    | ТФЛ           | 3             | 1             | 22     | 2      |        |
| січ.-трав. 2017          | «Шрусбері Таун»          | 1Л (ІІІ)                 | 13        | 4         | КА+КЛ              | -                  | -                  | -                    | -                    | -                    | ТФЛ           | -             | -             | 13     | 4      |        |
| 2017-січ. 2018           | «Волсолл»                | 1Л (ІІІ)                 | 17        | 5         | КА+КЛ              | 1+0                | 0                  | -                    | -                    | -                    | ТФЛ           | 1             | 0             | 19     | 5      |        |
| січ.-черв. 2018          | «Лідс Юнайтед»           | ЧФЛ (ІІ)                 | 0         | 0         | КА+КЛ              | -                  | -                  | -                    | -                    | -                    | -             | -             | -             | 0      | 0      |        |
| 2018–19                  | «Лідс Юнайтед»           | ЧФЛ (ІІ)                 | 28        | 3         | КА+КЛ              | 1+2                | 0+0                | -                    | -                    | -                    | -             | -             | -             | 31     | 3      |        |
| 2019–20                  | «Лідс Юнайтед»           | ЧФЛ (ІІ)                 | 23        | 4         | КА+КЛ              | 0+0                | 0+0                | -                    | -                    | -                    | -             | -             | -             | 23     | 4      |        |
| 2020–21                  | «Лідс Юнайтед»           | ПЛ                       | 27        | 1         | КА+КЛ              | 0+1                | 0+0                | -                    | -                    | -                    | -             | -             | -             | 28     | 1      |        |
| Усього за «Лідс Юнайтед» | Усього за «Лідс Юнайтед» | Усього за «Лідс Юнайтед» | 78        | 8         |                    | 4                  | 0                  |                      | -                    | -                    |               | -             | -             | 82     | 8      |        |
| Усього за кар'єру        | Усього за кар'єру        | Усього за кар'єру        | 123       | 17        |                    | 10                 | 1                  |                      | -                    | -                    |               | 4             | 1             | 137    | 19     |        |